# Vassili Avenàrius
Vassili Petróvitx Avenàrius rus: Васи́лий Петро́вич Авена́риус (28 de setembre [C.J. 10 d'octubre] de 1839, Tsàrskoie Seló — 9 de novembre de 1923, Petrograd) — fou un escriptor rus de literatura infantil i juvenil.

## Biografia
Va néixer a la família del pastor luterà Peter Aleksàndrovitx. Avenàrius i la filla d'un pastor luterà, Henrietta Andréievna, nascuda Hamelman.
Es va graduar al 5è Gymnasium de Sant Petersburg (1857) i a la Facultat de Física i Matemàtiques de la Universitat de Sant Petersburg amb un doctorat en Ciències Naturals (1861).
Entre 1862 i 1880 va treballar al departament econòmic del Ministeri de l'Interior ; en 1880-1882 va ser un oficial d'assignacions especials de la cinquena classe sota el ministre d'educació pública; el 1882-1899 va exercir com a alt funcionari a l'Oficina de les Institucions de l'Emperadriu Maria; de 1899 a 1908, va exercir com a president del comitè de formació d'aquest departament. A partir de l'1 de setembre de 1908 es va retirar amb el rang d'assessor secret.

## Creativitat
Sota la influència de l'obra de Turguénev "Pares i fills", va escriure la novel·la "Idil·li modern" rus: Современная идиллия Sovreménnaia idíl·lia, que fou publicada per primer cop a "Treball mundial" rus: Всеми́рный труд Vsemírnom trude (1865). Una actitud negativa cap a les aspiracions revolucionàries dels anys seixanta del segle XIX va provocar greus atacs de la crítica sobre aquesta i la seva següent història ("Epidèmia", rus: оветрие Povetríie 1867), i aviat va abandonar la literatura general, a la qual només hi retornaria posteriorment de tant en tant.
El seu nom es coneix gairebé exclusivament en la literatura infantil. No va ser un escriptor de professió i va treballar molt a poc a poc en les seves obres. Avenàrius va arranjar, o més aviat va editar en una forma adaptada per a nens, la bilina russa "El llibre dels cavallers de Kíev" (1875). Aquest llibre va adquirir gran popularitat i es va publicar moltes vegades. Després van aparèixer una sèrie de contes de fades originals per a nens: "El conte de l'abella Mohnatka" rus: Сказка о пчелке-мохнатке Skazka o ptxelke-Mokhnatke, "El conte de la formiga heroïna" rus: Сказка о муравье-богатыре Skazka o muravié-bogatire
A mitjans de la dècada del 1880 Avenàrius va començar a publicar una sèrie d'històries de la vida d'escriptors i altres persones famoses:
- "Els anys adolescents de Puixkin" (1886);
- "Els anys juvenils de Puixkin" (1888);
- "Gógol-escolar" (1897);
- "Gógol-estudiant" (1898);
- "La vida escolar d'un gran humorista" (1899);
- "La infància de Mozart" (1901);
- "El creador de l'òpera russa — Glinka" (1903);
- "La joventut de Pirogov" (1909).

Un altre grup d'obres d'Avenarius - les seves obres històriques (per exemple, la trilogia de novel·les "Per al tsarèvitx") són properes a les obres de Grigori Danilevski, Vsévolod Soloviov, Daniïl Mordóvtsev, i d'altres. Tenen una gran quantitat d'històries d'aventures i descripcions de la vida quotidiana, la qual cosa les fa interessants per a aficionats a la història
El tercer grup són els records d'infantesa i joventut ("Pàgines de records de la infància" rus: Листки из детских воспоминаний i altres.), sobre el que havien vist i les seves experiències ("Abans de l'alba", rus: Перед рассветом» "Durant trenta anys" rus: За тридцать лет). La novel·la "Abans de l'alba" dibuixa imatges de la vida del serf en la vigília de l'abolició de la servitud i reprodueix la psicologia dels partidaris i enemics d'aquesta abolició en l'entorn del propietari
Les obres d'Avenàrius estan imbuïdes de vistes "benintencionades", per la qual cosa es recomanava la seva utilització a l'escola reial com a literatura "recomanada".

### Llista d'obres
- (rus) Llibre dels Cavallers de Kíev. Col·lecció de 24 èpiques seleccionades de l'antiga epopeia de Kíev Editorial: Tipografia. M. Stassiulévitx. Lloc de publicació: Sant Petersburg. Any: 1876. Nombre de pàgines: 357.
- (rus) Llibre de relats èpics. Col·lecció de mostres seleccionades de poesia èpica popular russa Editorial: Kusnerírev & Co. Lloc de publicació: Moscou. Any de publicació: 1902. Nombre de pàgines: 419
- Pètals i fulles. Rondalles, assaigs, aforismes i endevinalles per a joves rus: Лепестки и листья. Разсказы, очерки, афоризмы и загадки для юношества Sant Petersburg. Edició de la llibreria de P.V. Lukovnikov, 1905.
- (rus) Bironovsxina.[1]Dues regències. — Moscou. Sovreménnik, 1994. — 366 pàgs. — 30 000 exemplars. ISBN 5-270-01887-X.